# Kokergaststeekmier
De kokergaststeekmier (Myrmica schenckioides) werd in 2005 door de biologen P. Boer en J. Noordijk van de universiteit Wageningen ontdekt. Het insect bevond zich in een val die langs de snelweg A28 tussen Zwolle en Amersfoort was opgesteld. Een gelijkende soort, de gaststeekmier (Myrmica hirsuta) komt ook in onder andere Nederland voor, maar is bedreigd.

## Koekoeksmier
Mieren uit het geslacht Myrmica worden ook wel koekoeksmier genoemd omdat ze, net als de koekoek, het nest van een andere soort binnendringen waarna de koningin wordt uitgeschakeld. Vervolgens verzorgen de werksters van het nest de eitjes van de indringers. Dit komt ook bij andere vliesvleugeligen voor, zo zijn er ook koekoeksbijen en koekoekshommels met een soortgelijke levenswijze.